# طائرة شراعية

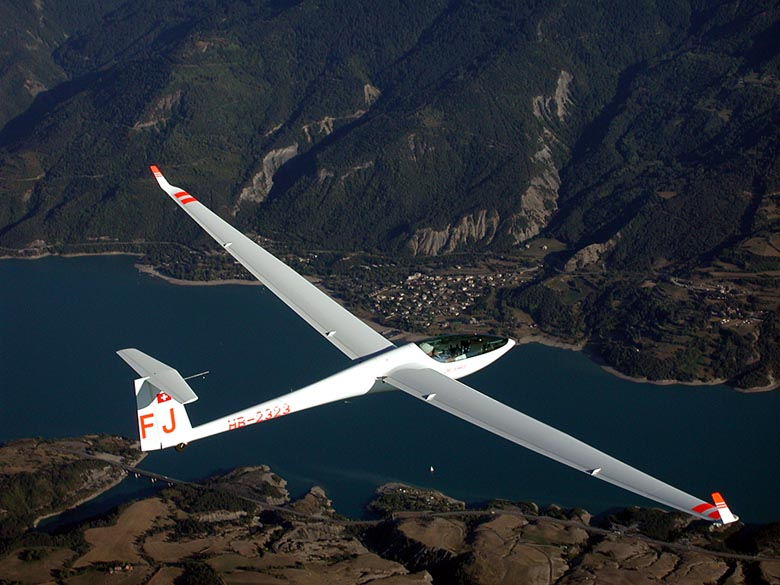
طائرة DG-800 الشراعية. (يُلاحظ مِن الصورة أن الطائرات الشراعية لا تحتوي على مُحرِّك)

الطائرة الشراعية هي آلة طائرة بدون محرك. ويسمى النشاط المرتبط بها «طيران شراعي».
تتمثل في جناحين منبسطين مرتفعين عن جسم الطائرة في شكل زاوية. قيادتها تتم بتحريك الجنيحات الخلفية والجنيحات الاضافية الامامية. ويمكن وضع الطائرات الشراعية في وضعية التحليق بثلاث طرق مختلفة. الأكثر رواجا تتمثل في قطرها من قبل طائرة أخرى تسمى طائرة قاطرة، الطريقة الأخرى الاقل استعمالا هي استعمال رافعة وفي بعض الأحيان بقدراتها الخاصة ومنها استعمال محرك صغير.
الطائرة الشراعية طائرة تطير في الهواء وتشبه الطائرة التقليدية ولكنها تطير بدون محرك، وتعتمد في تحليقها على التيارات الهوائية لأجنحتها في هدوء ونعومة مثل الطيور. وتسمى الطائرات الشراعية في بعض الأحيان بـ الحدارات نتيجة استغلالها الانحدار مع تيارات الهواء.

## أنواع الطائرات الشراعية
يمكن تصنيف الطائرات الشراعية إلى الأصناف التالية
- المصنوعة من الخشب والأقمشة (قديمة).https://de.m.wikipedia.org/wiki/FVA-2
- المصنوعة من الخشب وأعمدة الحديد.https://de.m.wikipedia.org/wiki/Schleicher_K_8
- المصنوعة كاملة من المعدن (نادرة) https://de.m.wikipedia.org/wiki/Let_L-13
- المصنوعة من ألياف البلور والريزين (حديثة).https://de.m.wikipedia.org/wiki/Schleicher_ASK_21
- الطائرات الشراعية بمحرك صغير يفصل بعد الإقلاع.https://de.m.wikipedia.org/wiki/Schleicher_ASG_32
- الطائرات الشراعية بمحرك مركب وتستعمل لأغراض تدريبية وعلمية.https://de.m.wikipedia.org/wiki/Scheibe_SF_25

## تاريخ
بنى المخترع الإنجليزي السير جورج كايلي عام 1809 أول طائرة شراعية ناجحة بالحجم الطبيعي، وفي عام 1853 صنع طائرة شراعية بدائية جدا. وقد حملت هذه الطائرة مدرب كايلي عبر واد صغير. أصبح المهندس الألماني أوتو ليلينتال أول شخص قاد طائرة شراعية حيث قام في الفترة الممتدة بين عامي 1891 و 1896 بإتمام حوالي 2,500 طيران شراعي، وفي عام 1897 استخدم المهندس الأسكتلندي بيرس أس. بيلشر أول تطبيق لتقنيات الجر في معاونة الطائرات الشراعية على الإقلاع. وقد توفي كل من ليلينثال وبيلشر في حوادث ارتطام طائراتهم الشراعية.

## آلية الطيران
جناح الطائرة الشراعية يسمى جناح دلتا أو روجالو وهو ثمرة أبحاث فرانسيس روجالو المهندس بوكالة ناسا للفضاء في مجال الطائرات الشراعية والباراشوت (المظلات) وذلك في عام 1960 روجالو اقترح الجناح كوسيلة لعودة سفن الفضاء للأرض. باراشوت جناح دلتا كان خفيفا ويتحمل ويمكنه المناورة ببراعة، وبعد ذلك طور الباحثون في وكالة ناسا جناح روجالو إلى الطائرة الشراعية الحديثة والتي تحولت فيما بعد إلى رياضة شهيرة يمارسها الملايين في العالم. الطيران الشراعي المعلق. هو أحد أشكال الطيران الشراعي الذي غدا الرياضة المفضلة منذ أوائل سبعينيات القرن العشرين، حيث يتعلق قائد المركبة بمجموعة من الأحزمة، ويمكنه التحكم في حركة هيكل المركبة وتوجيهها بقضيب تحكم يقبض عليه.
تتكون الطائرة الشراعية في حالة التحليق المعلق من سطح انسيابي مثلث الشكل وهو براشوت معدل يعرف باسم الجناح المرن مصنوع من النايلون أو النسيج الصناعي. ويحمل المثلث على أسطوانات من الألومنيوم وكابلات ومصمم بحيث يسمح للهواء بالمرور فوق سطحه ليجعل الجناح يعلو. وتحتوي الزلاقات الحديثة المتطورة على أجنحة صلبة من الألومنيوم مدفونة داخل المثلث بحيث تعطيه شكله ولا يحتاج إلى كابلات لتدعيمه.
وللانطلاق، لابد للطيار أن يجري متوجها نحو الأسفل من على منحدر ليحصل على دفع الهواء للأجنحة (تقريبا يصل إلى سرعة من 240 كم ساعة) وحركة الهواء تدفع الأجنحة لأعلى بقوة تقاوم جاذبية الأرض وتجعل الطائرة الشراعية تطير وتحلق في الفضاء، ومتى ما ارتفعت وطارت في الهواء يعمل وزن الطائرة والطيار على جذبها لأسفل مما يدفع الطائرة الشراعية للأمام. وبالإضافة إلى الدفع الأفقي للهواء فإن تيارات الهواء الصاعدة مثل أعمدة الهواء الساخن الصاعدة والهواء المنعكس لأعلى عند قمم الجبال والمرتفعات لاصطدامه بها تدفع الطائرة الشراعية لأعلى.
وعموما هناك ثلاثة طرق معروفة تُسْتَخْدَمُ في عملية الإقلاع؛ ففي الإقلاع الشراعي على الأقدام يجري قائد الطائرة أسفل اتجاه الريح على سطح أحد التلال حتى يستطيع الهواء أن يحمل الطائرة كي تبقى محمولة جوا. وفي إطلاق الطائرة الشراعية بالجر يقوم أحد القوارب بشد الطائرة الشراعية باستخدام حبل حتى تصل إلى ارتفاع 120 إلى 150مترا، ثم يترك الطيار حبال الجر بعد ارتفاعه. وفي الطيران المعلق باستخدام محرك ويسمى الطيران فائق الخفة فإنه يستخدم محركا صغيرا مثبتا على الطائرة الشراعية في عمليات الإقلاع والهبوط.

## أقرأ أيضا
- ارتفاع عن مستوى البحر
- طيران
- سولار إمبلس (طائرة)
- الطيران الشراعي بمحرك
- طائرة شمسية